# Gerhard Schmied
Gerhard Schmied (* 14. Mai 1940 in Mährisch Rothwasser; † 29. November 2020 in Heddesheim) war ein deutscher Kultursoziologe.

## Lebenslauf
Nach dem Studium der Soziologie, Pädagogik, der Politik und der Katholischen Theologie in Heidelberg und Mainz war er zuerst am Pädagogischen Institut und danach am Institut für Soziologie der Johannes Gutenberg-Universität Mainz tätig. 1972 wurde er durch Helmut Schoeck im Fach Soziologie promoviert. Er habilitierte 1983 in Mainz mit einer Arbeit zur Soziologie der Zeit. 1989 wurde er zum außerplanmäßigen Professor ernannt. 2005 trat er in den Ruhestand.

## Auszeichnungen und Mitgliedschaften
1989 bis 1997 war er Mitglied im Council der International Society for the Sociology of Religion.

## Arbeitsbereiche
Er veröffentlichte zunächst vor allem Beiträge zur Soziologie der Erziehung und zur soziologischen Theorie (vor allem in Bezug auf Karl Mannheim und Norbert Elias), dann konzentrierte er sich zunehmend auf Themen der Kultursoziologie mit besonderer Betonung der Religionssoziologie.

## Publikationen (Auswahl)
- Soziale Zeit. Umfang, „Geschwindigkeit“ und Evolution (Berlin-München 1985)
- Sterben und Trauern in der modernen Gesellschaft (Opladen 1985 und München-Zürich 1988)
- Kirche oder Sekte? Entwicklungen und Perspektiven des Katholizismus in der westlichen Welt (München-Zürich 1988)
- Religion – eine List der Gene? Soziobiologie contra Schöpfung (Zürich-Osnabrück 1989)
- Schenken. Über eine Form sozialen Handelns (Opladen 1996)
- Friedhofsgespräche. Untersuchungen zum „Wohnort der Toten“ (Opladen 2002)
- Rätsel Mensch - Antworten der Soziologie (Opladen-Farmington Hills 2007)